# Ministerstwo Przemysłu Chemicznego
Ministerstwo Przemysłu Chemicznego – polskie ministerstwo istniejące w latach 1950–1981, powołane z zadaniem działania w obszarze gospodarczym związanym z  produktami chemicznymi. Minister był członkiem Rady Ministrów.
Ministerstwo miało siedzibę przy ulicy Wspólnej 4 w Warszawie.

## Powołanie urzędu
Na podstawie ustawy z 1950 r. o urzędzie Ministra Przemysłu Chemicznego powołano nowy urząd.

## Ministrowie
- Bolesław Rumiński (1950–1957)
- Antoni Radliński (1957–1970)
- Edward Zawada (1970–1971)
- Jerzy Olszewski (1971–1974)
- Maciej Wirowski (1974–1976)
- Henryk Konopacki (1976–1980)
- Henryk Pruchniewicz (1980–1981)
- Kazimierz Klęk (1981)

## Zakres działania urzędu
Do zakresu działania Ministra Przemysłu Chemicznego należały sprawy przemysłu chemicznego, papierniczego, gumowego, tworzyw sztucznych i włókien sztucznych, a w szczególności we wszystkich tych gałęziach przemysłu:
- planowanie gospodarcze i polityka inwestycji,
- kierowanie działalnością podległych przedsiębiorstw państwowych oraz pozostających pod zarządem państwowym,
- nadzór nad urządzeniami technicznymi,
- arbitraż w sprawach majątkowych między przedsiębiorstwami i instytucjami, podległymi Ministrowi Przemysłu Chemicznego.
- sprawy kadr oraz współdziałania z właściwymi władzami w sprawach zatrudnienia,
- organizowanie badań naukowych, publikacje wydawnictw i nadzór nad instytucjami naukowo-badawczymi.

Do zakresu działania Ministra Przemysłu Chemicznego przeszły sprawy, należące dotychczas do Ministerstwa Przemysłu Ciężkiego oraz Ministerstwa Przemysłu Lekkiego.  

## Zniesienie urzędu
Na podstawie ustawy 1981 r. o utworzeniu urzędu Ministerstwa Przemysłu Chemicznego i Lekkiego zniesiono urząd Ministra Przemysłu Chemicznego.